# 下托克馬克
47°11′34″N 36°18′43″E / 47.19278°N 36.31194°E
下托克馬克（羅馬化：Nyzhnii Tokmak）是位於烏克蘭南部扎波羅熱州別爾江斯克區切爾尼希夫卡市鎮的村莊。該村始建於1790年，面積0.84平方公里，海拔高度189米，2001年人口103，人口密度每平方公里122.6人。